# Alopoglossus plicatus
Alopoglossus plicatus — вид ящірок родини Alopoglossidae. Мешкає в Коста-Риці, Панамі і Колумбії.

## Поширення і екологія
Alopoglossus plicatus мешкають в низовинах і передгір'ях в центральній і східній Коста-Риці, Панамі та північно-західній Колумбії. Вони живуть у вологих тропічних лісах, серед опалого листя. Зустрічаються на висоті від 35 до 1890 м над рівнем моря. Ведуть денний, наземний спосіб життя.